# Paddy and the Rats
Paddy And The Rats er et keltisk punkband fra Miskolc, Ungarn. Gruppen blev grundlagt af Paddy O'Reilly (sangskriver, vokal), Vince Murphy (bas) og Joey MacOnkay (elektrisk guitar) i 2008. Seamus Connelly (trommer), Sonny Sullivan (harmonika) og Sam McKenzie (violin, irske fløjter, sækkepibe, mandolin) sluttede sig senere til gruppen. Deres musik er irsk og keltisk folkemusik kombineret med punkrock og elementer fra russisk musik, sigøjnermusik og polka.
Bandets første album, Rats on Board, udkom i 2010. Det blev en stor succes og opnåede popularitet uden for Ungarn. Det vandt andenpladsen i en afstemning på en keltisk rockportal for årets album. I 2010 var albummet det mest downloadede fra et ungarsk band på iTunes.
I 2011 udkom deres andet album kaldet Hymns For Bastards, som var mere upbeat end forgængeren.
Det tredje album, Tales From The Docks, udkom i 2012. Sonny Sullivan forlod gruppen dette år, og blev erstattet med Bernie Bellamy.
Den 7. september 2015 udkom deres fjerde album med titlen Lonely Hearts' Boulevard. Paddy udtalte, at dette album var mere eksperimenterende og mørkt, end deres tidligere udgivelser, hvilket han ønskede at titlen skulle vise. Titlen på albummet var også påvirket af Green Days sang "Boulevard of Broken Dreams". Musikken var også inspireret af Mumford and Sons og Passenger.
Gruppens femte album udkom den 7. juni 2017 under navnet Riot City Outlaws, hvor de arbejdede med produceren Cameron Webb.
Den 12. januar 2018 skrev de kontrakt med Napalm Records.
Den 1. januar 2022 annoncerede de at deres harmonikaspiller, Bernie Bellamy (Bernát Babicsek), var død.

## Diskografi
- Rats on Board (2009)
- Hymns for Bastards (2011)
- Tales from the Docks (2012)
- Lonely Hearts' Boulevard (2015)
- Riot City Outlaws (2018)
- From Wasteland to Wonderland (2022)